# Deuteronomos
Deuteronomos là một chi bướm đêm thuộc họ Geometridae.